# Liste der Stolpersteine in Geertruidenberg
Die Liste der Stolpersteine in Geertruidenberg umfasst die Stolpersteine, die vom deutschen Künstler Gunter Demnig in Geertruidenberg verlegt wurden, einer Gemeinde im Norden der niederländischen Provinz Noord-Brabant. Stolpersteine sind Opfern des Nationalsozialismus gewidmet, all jenen, die vom NS-Regime drangsaliert, deportiert, ermordet, in die Emigration oder in den Suizid getrieben wurden. Demnig verlegt für jedes Opfer einen eigenen Stein, im Regelfall vor dem letzten selbst gewählten Wohnsitz des Opfers.
Die ersten, bislang einzigen Verlegungen in dieser Gemeinde fanden am 31. Oktober 2014 statt.

## Verlegte Stolpersteine
In Geertruidenberg wurden zehn Stolpersteine an drei Adressen verlegt.
| Stolperstein | Übersetzung                                                                               | Verlegort     | Name, Leben                     |
| ------------ | ----------------------------------------------------------------------------------------- | ------------- | ------------------------------- |
|              | HIER WOHNTE ELISABETH HAKKER GEB. 1862 DEPORTIERT AUS VUGHT ERMORDET 23.4.1943 SOBIBOR    | Papenstraat 2 | Elisabeth Hakker (1863–1943)    |
|              | HIER WOHNTE ELISABETH KALKER GEB. 1891 DEPORTIERT AUS VUGHT ERMORDET 28.5.1943 SOBIBOR    | Markt 37      | Elisabeth Kalker (1891–1943)    |
|              | HIER WOHNTE HESTER KALKER GEB. 1897 DEPORTIERT AUS VUGHT ERMORDET 28.5.1943 SOBIBOR       | Markt 37      | Hester Kalker (1897–1943)       |
|              | HIER WOHNTE JACOB KALKER GEB. 1890 DEPORTIERT AUS VUGHT ERMORDET 14.5.1943 SOBIBOR        | Markt 37      | Jacob Kalker (1890–1943)        |
|              | HIER WOHNTE RIKA KALKER GEB. 1871 DEPORTIERT AUS VUGHT ERMORDET 14.5.1943 SOBIBOR         | Stationsweg 5 | Rika Kalker (1871–1943)         |
|              | HIER WOHNTE SALOMON KALKER GEB. 1862 DEPORTIERT AUS VUGHT ERMORDET 14.5.1943 SOBIBOR      | Markt 37      | Salomon Kalker (1862–1943)      |
|              | HIER WOHNTE SALOMON KALKER GEB. 1880 DEPORTIERT AUS VUGHT ERMORDET 14.5.1943 SOBIBOR      | Stationsweg 5 | Salomon Kalker (1880–1943)      |
|              | HIER WOHNTE SOFIA KALKER GEB. 1878 DEPORTIERT AUS VUGHT ERMORDET 14.5.1943 SOBIBOR        | Stationsweg 5 | Sofia Kalker (1878–1943)        |
|              | HIER WOHNTE BETHRINA KOOPERBERG GEB. 1910 DEPORTIERT AUS VUGHT ERMORDET 14.5.1943 SOBIBOR | Stationsweg 5 | Bethrina Kooperberg (1910–1943) |
|              | HIER WOHNTE FLORA WIJSENBEEK GEB. 1860 GESTORBEN 2.5.1943 VUGHT                           | Markt 37      | Flora Wijsenbeek (1860–1943)    |

## Verlegedatum
- 31. Oktober 2014